# ستيفانو بيني
ستيفانو بيني (بالإيطالية: Stefano Benni)‏ (12 أغسطس 1947، بولونيا في إيطاليا)؛ كاتِب، سيناريست، صحفي، مخرج أفلام، شاعر وروائي إيطالي.

## روابط خارجية
- ستيفانو بيني على موقع IMDb (الإنجليزية)
- ستيفانو بيني على موقع ألو سيني (الفرنسية)
- ستيفانو بيني على موقع ميوزك برينز (الإنجليزية)
- ستيفانو بيني على موقع ديسكوغز (الإنجليزية)
- ستيفانو بيني على موقع قاعدة بيانات الفيلم (الإنجليزية)
- ستيفانو بيني على موقع كينوبويسك (الروسية)